# L'Appel du devoir
Pour plus de détails, voir Fiche technique et Distribution.
L'Appel du devoir (titre original : Über alles in der Welt) est un film allemand réalisé par Karl Ritter sorti en 1941.
Il s'agit d'un film de propagande nazie.
« Über alles in der Welt » est le premier vers du premier couplet du Deutschlandlied ; seul le premier couplet était chanté sous l'Allemagne nazie.

## Synopsis
Différents épisodes montrent le sort des Allemands vivant à l'étranger, emprisonnés après le déclenchement de la Seconde Guerre mondiale. L'Allemand Fritz Möbius, employé dans les usines de Siemens, est arrêté à Paris. Le journaliste Hans Wiegand, arrêté à la frontière, ainsi que tout un ensemble de musique folklorique tyrolienne, qui malgré l'explication de son directeur « Nous ne sommes pas Allemands, nous sommes Tyroliens », sont arrêtés à Londres. Le pétrolier allemand Elmshorn reçoit l'ordre en haute mer de rejoindre un port neutre à cause du déclenchement de la guerre. L'équipage décide de se saborder, de sorte qu'il ne tombe pas entre les mains de l'ennemi. Le film est complété avec des représentations de l'avance allemande sur la terre et dans l'air dans le style des actualités cinématographiques. La résistance des Allemands vivant à l'étranger dans des « légions de migrants » est également évoquée.

## Fiche technique
- Titre : Über alles in der Welt
- Réalisation : Karl Ritter
- Scénario : Felix Lützkendorf, Karl Ritter
- Musique : Herbert Windt
- Direction artistique : Walter Röhrig
- Costumes : Carl Heinz Grohnwald, Vera Mügge
- Photographie : Günther Anders
- Son : Erich Leistner
- Montage : Gottfried Ritter (de)
- Production : Karl Ritter
- Sociétés de production : UFA
- Société de distribution : UFA
- Pays de production :  Reich allemand
- Langue : allemand
- Format : Noir et blanc - 1,37:1 - Mono - 35 mm
- Genre : Propagande
- Durée : 85 minutes
- Dates de sortie :
  - Allemagne : 21 mars 1941.
  - France : 20 juin 1941[1].

## Distribution
- Paul Hartmann : Oberstleutnant Steinhart
- Hannes Stelzer : Hans Wiegand
- Fritz Kampers : Fritz Möbius
- Carl Raddatz : Carl Wiegand
- Oskar Sima : Leo Samek
- Maria Bard : Madeleine Laroche
- Berta Drews : Anna Möbius
- Carsta Löck : Erika Möbius
- Marina von Ditmar : Brigitte
- Joachim Brennecke (de) : Willy Möbius
- Karl John : Oberleutnant Hassenkamp
- Josef Dahmen : Le sous-officier Weber
- Georg Thomalla : Le sous-officier Krause
- Herbert A.E. Böhme : Kapitän Hansen
- Wilhelm König : L'opérateur radio Boysen
- Karl Haubenreißer : Sally Nürnberg
- Andrews Engelmann : Captain John Stanley
- Hans Baumann : Robert Brown
- Ernst Sattler (de) : Rainthaler
- Lutz Götz (de) : Hofer
- Albert Janscheck : Reindl
- Marianne Straub : Walburga
- Peter Elsholtz : Dr. von Kriesis
- Kunibert Gensichen (de) : Glockenburg, assistant gouvernemental
- Eva Tinschmann (de) : Mère Isolde
- Oscar Sabo : Friedrich Wilhelm Hoppe
- Gerhard Dammann (de) : Un contremaître de Siemens
- Beppo Brem (de) : Putzenlechner
- Hermann Günther : Un maire alsacien